# Granada (Sucre)
Granada es un centro poblado del municipio de San Luis de Sincé, localizado en las sabanas del departamento de Sucre (Colombia).